# Mont Kaplan
Pour les articles homonymes, voir Kaplan.
Le mont Kaplan est un sommet situé dans le chaînon Hughes, lui-même situé dans la chaîne de la Reine-Maud, dont il est le point culminant, en Antarctique.
La montagne a été découverte et photographiée par l'amiral Richard Byrd lors d'un vol de 18 novembre 1929 et visitée par A.P. Crary en 1957-1958. Crary nomma le sommet en l'honneur de Joseph Kaplan, le président de la commission nationale des États-Unis pour l'Année géophysique internationale (1957-1958).